# The Great Rock and Roll Swindle
The Great Rock and Roll Swindle е албум на Секс Пистълс издаден през 1979 г., Джони Ротън (Johnny Rotten) е напуснал групата, но изпълнява част от песните и има част от правата. Това е албумът към пародийния документален филм The Great Rock and Roll Swindle, излязъл през 1980 г. Също така това е последният албум на известната пънк-рок група преди техният не по-малко известен бас-китарист – Сид Вишъс (Sid Vicious), да почине от свръх доза.

## Песни
1. .God Save The Queen (Symphony)
2. .Rock Around The Clock
3. .Johnny B Goode
4. .Road Runner
5. .Black Arabs
6. .Anarchy In The UK
7. .Watch Gonna Do About It
8. .Who Killed Bambi?
9. .Silly Thing
10. .Substitute
11. .Don't Gimme No Lip Child
12. .I'm Not Your Stepping Stone
13. .Lonely Boy
14. .Something Else
15. .L'Anarchie Pour Le UK
16. .Einmal War Belsen Bortrefflich
17. .Einmal War Belsen Wirflich Bortrefflich
18. .No One Is Innocent
19. .My Way
20. .C'mon Everybody
21. .EMI (Orchestral)
22. .Great Rock N Roll Swindle, The
23. .You Need Hands
24. .Friggin' In The Riggin'